# Alex Dowsett
Alex Edward Albert Dowsett (n. 3 de outubro de 1988 em Essex, Grã-Bretanha) é um ciclista profissional britânico. Actualmente corre para a equipa suíça Katusha-Alpecin.

## Biografia
Formou-se na Academia sub-23 da Federação Britânica de Ciclismo na Toscana italiana. Em 2008 e 2009 proclamou-se campeão britânico contrarrelógio sub-23.
Em 2010 deu o salto ao campo profissional da mão do Trek-Livestrong U23, de categoria Continental e filial da equipa Team RadioShack, a equipa ProTour dirigida por Johan Bruyneel e liderada por Lance Armstrong. Nesse ano proclamou-se campeão europeu contrarrelógio sub-23 e ganhou a Crono das Nações sub-23, além de ser segundo no prólogo do Tour do Porvenir e na prova contrarrelógio dos Jogos da Commonwealth.
Para 2011 passou à equipa britânica Sky Procycling, de categoria ProTour. A 30 de outubro de 2012 confirma-se o seu contrato pelo Movistar Team.
Em 2 de maio de 2015 consegue estabelecer uma nova marca mundial do recorde da hora, com um registo de 52,937 km no velódromo de Manchester, Inglaterra. Dito recorde seria batido um mês depois quase em 2 quilómetros pelo seu compatriota Bradley Wiggins. Nesse mesmo ano consegue a Volta a Baviera e conquista o seu terceiro Campeonato do Reino Unido de Ciclismo Contrarrelógio, além de estreiar pela primeira vez na Volta a França no que consegue uma decepcionante 13.º posto na crono inicial em Utrecht e um terceiro posto com a Movistar na crono por equipas, antes de abandonar na decimosegunda etapa devido a uma queda durante a primeira semana.

## Palmarés
2006 (como amador
- 3º no Campeonato do Reino Unido por Equipas (fazendo equipa com Jonathan Bellis, Peter Kennaugh e Luke Rowe)

- Campeonato Europeu Contrarrelógio sub-23

2011
- 1 etapa do Tour de Poitou-Charentes
- Campeonato do Reino Unido de Ciclismo Contrarrelógio
- 1 etapa da Volta a Grã-Bretanha

2012
- 2º no Campeonato do Reino Unido em Estrada
- Campeonato do Reino Unido Contrarrelógio

2013
- 1 etapa da Volta a Itália
- Campeonato do Reino Unido Contrarrelógio

2014
- 1 etapa do Circuito da Sarthe
- 3º no Campeonato do Reino Unido Contrarrelógio

2015
- Recorde da hora
- Volta a Baviera, mais 1 etapa
- Campeonato do Reino Unido Contrarrelógio

2016
- Campeonato do Reino Unido Contrarrelógio
- 1 etapa da Volta à Polónia

2017
- 1 etapa do Circuito da Sarthe
- 2º no Campeonato do Reino Unido Contrarrelógio

## Resultados em Grandes Voltas
| Corrida         | 2010 | 2011 | 2012 | 2013 | 2014 | 2015 | 2016 | 2017 | 2018 |
| --------------- | ---- | ---- | ---- | ---- | ---- | ---- | ---- | ---- | ---- |
| Volta a Itália  | -    | -    | -    | 148º | -    | -    | -    | -    | 120º |
| Volta a França  | -    | -    | -    | -    | -    | Ab.  | -    | -    | -    |
| Volta a Espanha | -    | -    | -    | -    | -    | -    | -    | -    | -    |

## Equipas
- Trek Livestrong U23 (2010)
- Sky Procycling (2011-2012)
- Movistar Team (2013-2017)
- Katusha-Alpecin (2018)